# Aprikosvecklare
Aprikosvecklare (Cydia molesta) är en fjärilsart som först beskrevs av August Busck 1916.  Aprikosvecklare ingår i släktet Cydia, och familjen vecklare. Arten förekommer tillfälligt i Sverige, men reproducerar sig inte.